# 2 janvier 2015
Le vendredi 2 janvier 2015 est le 2e jour de l'année 2015.

## Décès
- Little Jimmy Dickens (né le 19 décembre 1920),
- Charles Durantin (né le 8 janvier 1928), auteur-compositeur, et poète français
- Charles Baur (né le 20 décembre 1929), homme politique français
- Arpád Račko (né le 17 juillet 1930), sculpteur slovaque
- Donna Douglas (née le 26 septembre 1932), actrice américaine
- Suzanne Lapointe (née le 16 mai 1934), chanteuse, comédienne québécoise
- Jean-François Obembé (né le 2 juillet 1947), sociologue, politologue, professeur en sciences politiques, diplomate et homme politique congolais
- Julien Jâlal Eddine Weiss (né le 18 octobre 1953), musicien français